# Pinjalo pinjalo
Pinjalo pinjalo és una espècie de peix de la família dels lutjànids i de l'ordre dels perciformes.

## Morfologia
- Els mascles poden assolir 80 cm de longitud total.[4][5]

## Alimentació
Menja invertebrats bentònics i planctònics.

## Hàbitat
És un peix marí de clima tropical i associat als esculls de corall que viu entre 15-60 m de fondària.

## Distribució geogràfica
Es troba des del Golf Pèrsic fins al Golf de Papua (Papua Nova Guinea) i Taiwan.

## Ús comercial
Es comercialitza fresc o en salaó.